# Neottieae
Neottieae es una tribu de la subfamilia Epidendroideae perteneciente a la familia Orchidaceae. Tiene los siguientes  géneros:

## Géneros
- Aphyllorchis Blume, 1825
- Cephalanthera Rich., 1818
- Eburophyton A.Heller, 1904 (syn de Cephalanthera según Kew)
- Epipactis Zinn, 1757
- Limodorum Boehm., 1760
- Listera R.Br. in W.T.Aiton, 1813 (syn de Neottia según Kew)
- Neottia Guett., 1754
- Palmorchis Barb.Rodr., 1877